# Konstnärernas kollektivverkstäder
Konstnärernas kollektivverkstäder Riksorganisation, KKV-Riks, är riksorganisationen för de konstnärliga kollektivverkstäderna i Sverige. KKV-Riks organiserar 25 konstnärliga verkstäder i hela landet, med ca 3000 verksamma konstnärer. Styrelsen bildas så att den representerar verkstäderna geografiskt.  KKV-Riks bildades i Göteborg 1996 av representanter från 15 av landets kollektivverkstäder. 
KKV-Riks verkar inåt gentemot KKVerna och konstnärerna. De genomför enkäter och sammanställer för att få en samlad bild av konstnärer och kollektivverkstädernas situation i Sverige. De arbetar med utvecklingsfrågor för verkstäder och konstnärer. De verkar utåt mot de som påverkar konstens villkor: stat, regioner och kommuner. De är remissinstans för Kulturdepartementet och Kulturrådet. 
Merparten av arbetet utförs ideellt men de senaste åren har de mottagit bidrag från Kulturrådet som bland annat möjliggjort genomförandet av en rikskonferens i Kungälv hösten 2022.
Sedan januari 2023 är KKV-Riks en centrumbildning med verksamhetsstöd från kulturrådet. KKV-Riks, Centrum för Sveriges konstnärsverkstäder.  